# Allhartsberg
Allhartsberg osztrák mezőváros Alsó-Ausztria Amstetteni járásában. 2023 januárjában 2234 lakosa volt. 

## Elhelyezkedése

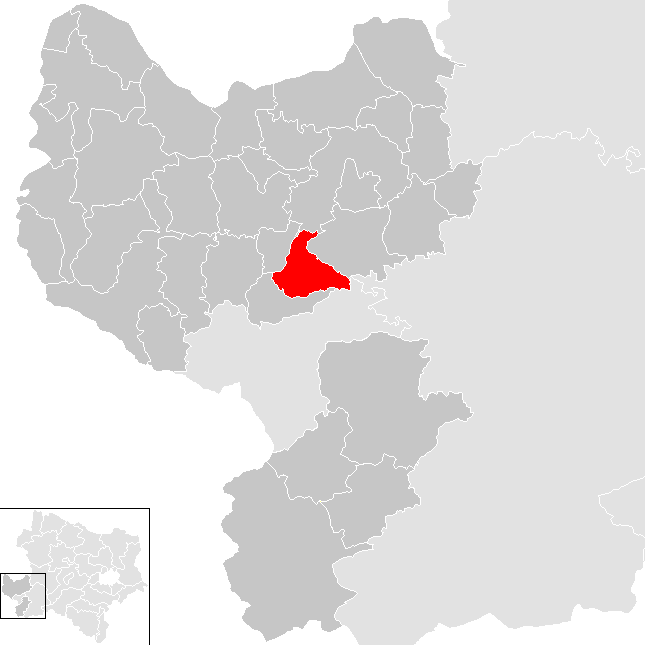
Allhartsberg az Amstetteni járásban

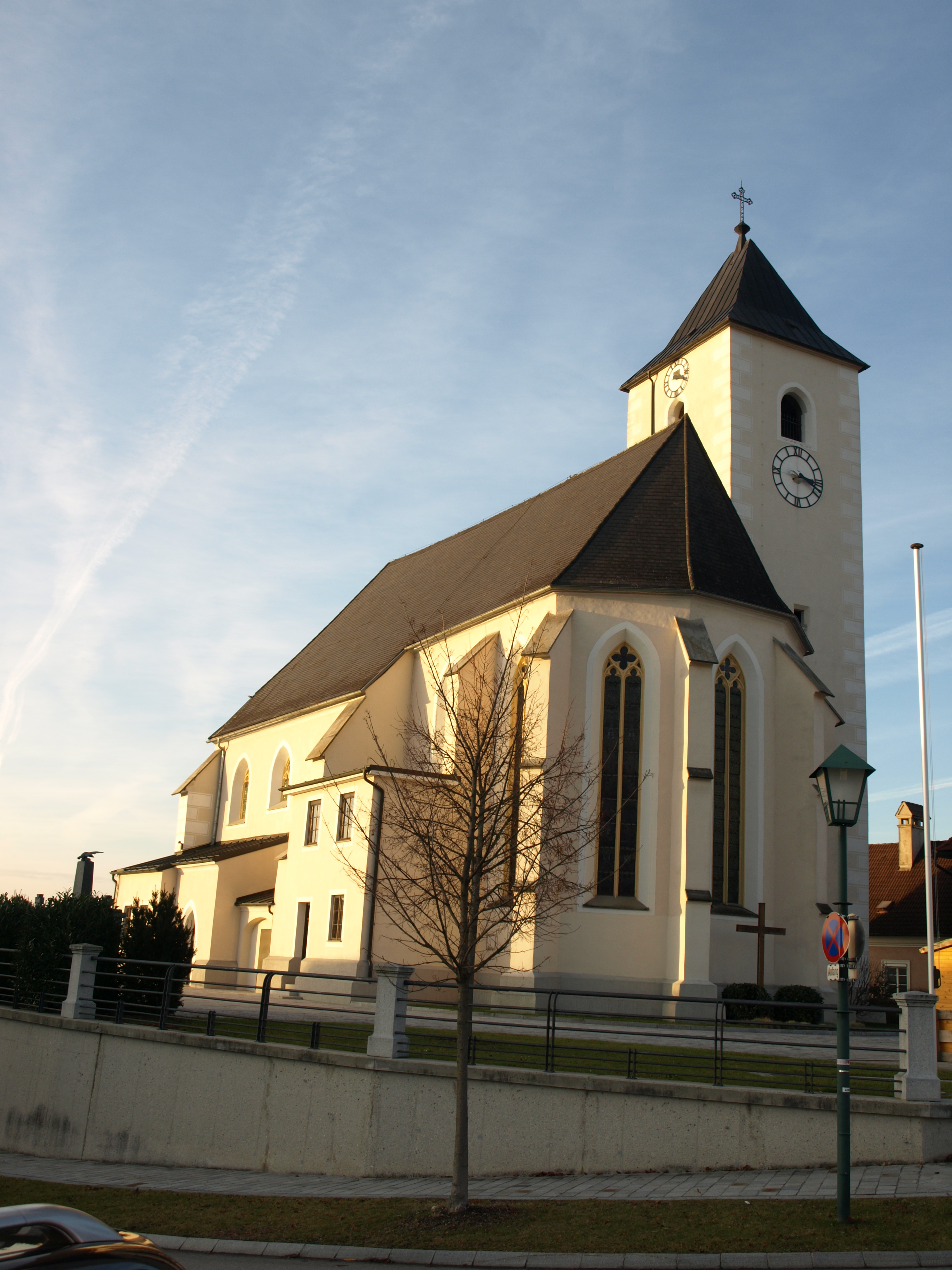
A Szt. Katalin-plébániatemplom

Allhartsberg a tartomány Mostviertel régiójában fekszik az Ödelbach folyó mentén. Területének 28,2%-a erdő, 62,6% áll mezőgazdasági művelés alatt. Az önkormányzathoz egyetlen település és két katasztrális község tartozik: Allhartsberg (1452 lakos 2023-ban) és Kröllendorf (306 lakos)
A környező önkormányzatok: délnyugatra Sonntagberg, északnyugatra Kematen an der Ybbs, északra Amstetten, keletre Neuhofen an der Ybbs, délkeltre Waidhofen an der Ybbs.

## Története
Allhartsberg területe már a bronzkorban is lakott volt, a régészek az urnamezős kultúrához tartozó települést tártak fel itt. Nevét 1116-ban említik először, amikor temploma felügyeletét Ulrich passaui püspök átadta a seitenstetteni apátságnak. A falu első névről ismert birtokosa Engilbolt de Adelhardesberger 1222-ből. 1300 körül már saját egyházközséggel rendelkezett; 1783-ig hozzá tartozott a sonntagbergi zarándokhely is. Vára 1339-ben az osztrák herceghez került és ott is maradt 1666-ig, amikor a Lamberg grófok kapták meg. Bécs 1529-es ostromakor a törökök felégették a falut a templomával együtt.  
1972-ben az addig önálló Kröllendorf község csatlakozott Allhartsberghez. Az önkormányzatot 1985-ben emelték mezővárosi rangra. Egyik legfontosabb munkaadója az Austria Juice gyümölcslégyártó, amelynek Német-, Magyar-, Lengyelországban és Romániában is vannak leányvállalatai.

## Lakosság
Az allhartsbergi önkormányzat területén 2023 januárjában 2234 fő élt. A lakosságszám 1939 óta gyarapodó tendenciát mutat. 2020-ban az ittlakók 97,8%-a volt osztrák állampolgár; a külföldiek közül 0,7% a régi (2004 előtti), 0,9% az új EU-tagállamokból érkezett. 0,3% az egykori Jugoszlávia (Szlovénia és Horvátország nélkül) vagy Törökország, 0,3% pedig egyéb ország polgára volt. 2001-ben a lakosok 98,4%-a római katolikusnak, 0,1% evangélikusnak, 1,1% pedig felekezeten kívülinek vallotta magát. Ugyanekkor a mezővárosnak csak német anyanyelvű lakói voltak. 
A népesség változása:

| 2016 | 2 109 |
| 2018 | 2 108 |

## Látnivalók
- a kröllendorfi kastély
- a Szt. Katalin-plébániatemplom
- a wallmersdorfi Szt. Sebestyén-templom

## Fordítás
- Ez a szócikk részben vagy egészben  az   Allhartsberg című német Wikipédia-szócikk ezen változatának fordításán alapul.  Az eredeti cikk szerkesztőit annak laptörténete sorolja fel. Ez a jelzés csupán a megfogalmazás eredetét és a szerzői jogokat jelzi, nem szolgál a cikkben szereplő információk forrásmegjelöléseként.